# Aukena
Aukena est une île de l'archipel des Gambier en Polynésie française.

## Géographie
Aukena s'étend sur 2,5 km de longueur sur 0,5 km de largeur maximales pour une superficie de 1,35 km2. Elle est située à 5 km au sud-est de Mangareva et culmine à 198 m.
Actuellement une trentaine de personnes vivent à Aukena.

## Histoire
Comme tout l'archipel, Aukena a été découverte par le navigateur britannique James Wilson en 1797. L'île est évangélisée au milieu du XIXe siècle durant la période missionnaire, dont subsistent l'église Saint-Raphaël construite en 1839, la première en pierre, ainsi que la tour de guet, servant de point de repère au sud-ouest de l'île.

## Économie
L'essentiel de l'activité économique des Gambier repose sur le tourisme, en particulier à Aukena qui réputée pour avoir l'une des plus belles plages de sable blanc[réf. nécessaire] de la Polynésie française. Par ailleurs il existe un ancien belvédère où le dernier roi déchu, Gregorio, venait contempler son royaume christianisé[réf. nécessaire].

## Culture

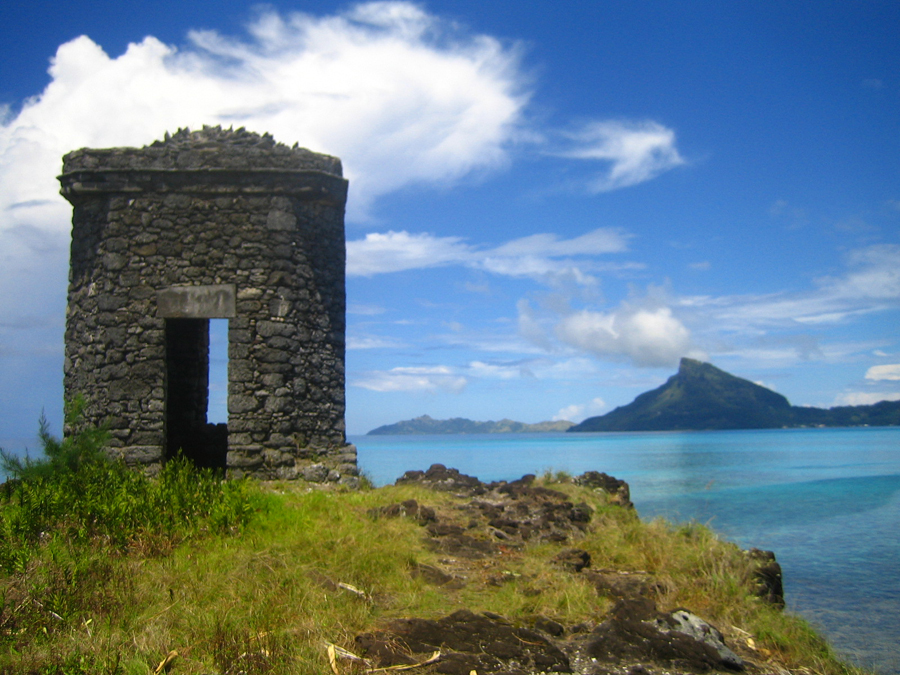
Tour de guet. Arrière-plan le Mont Duff
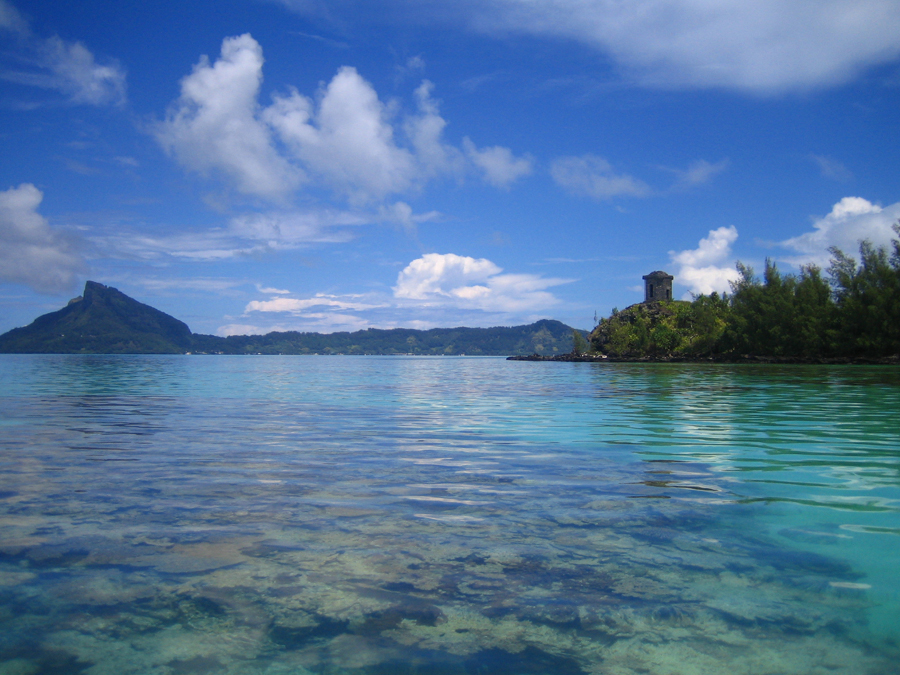
Tour de guet. Arrière-plan l'île de Mangareva
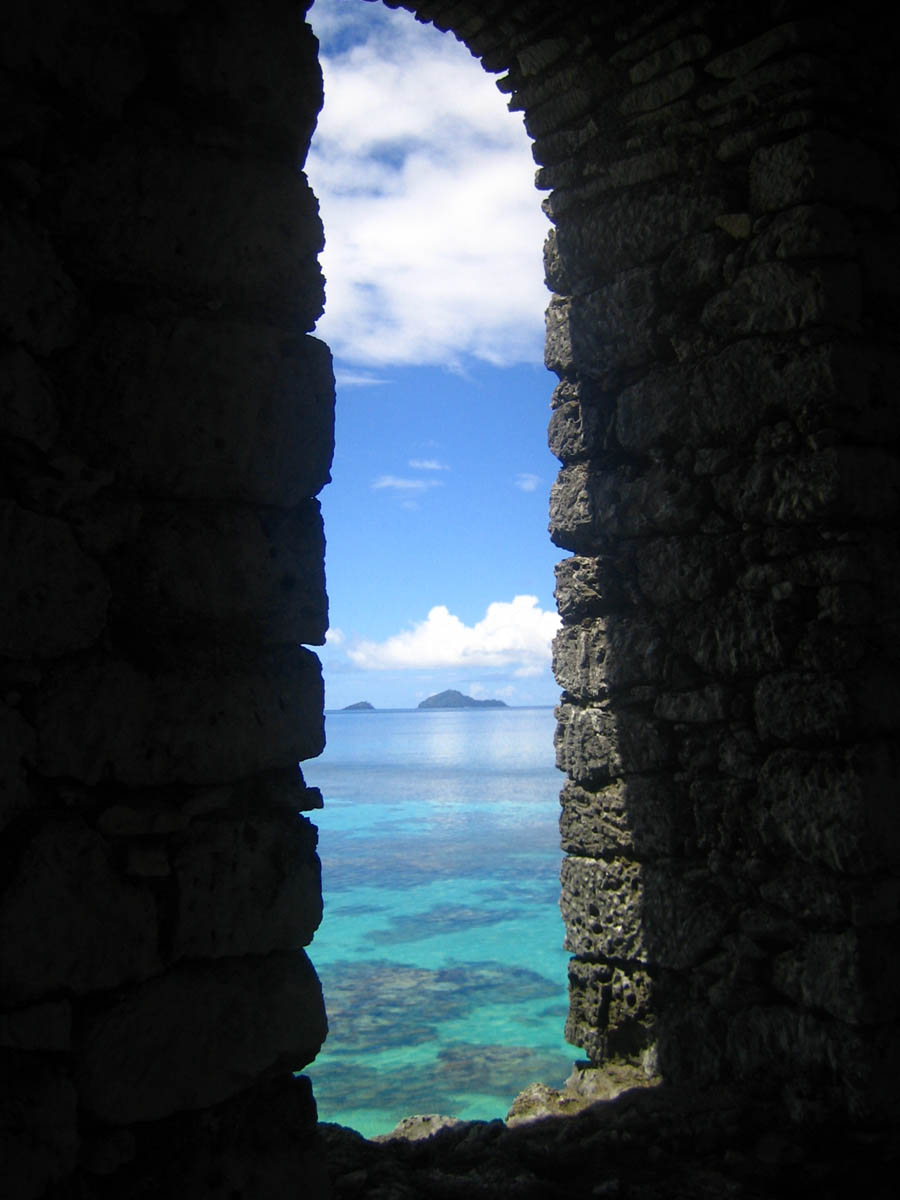
Vue depuis la tour de guet. Vue sur Manui et Kamaka
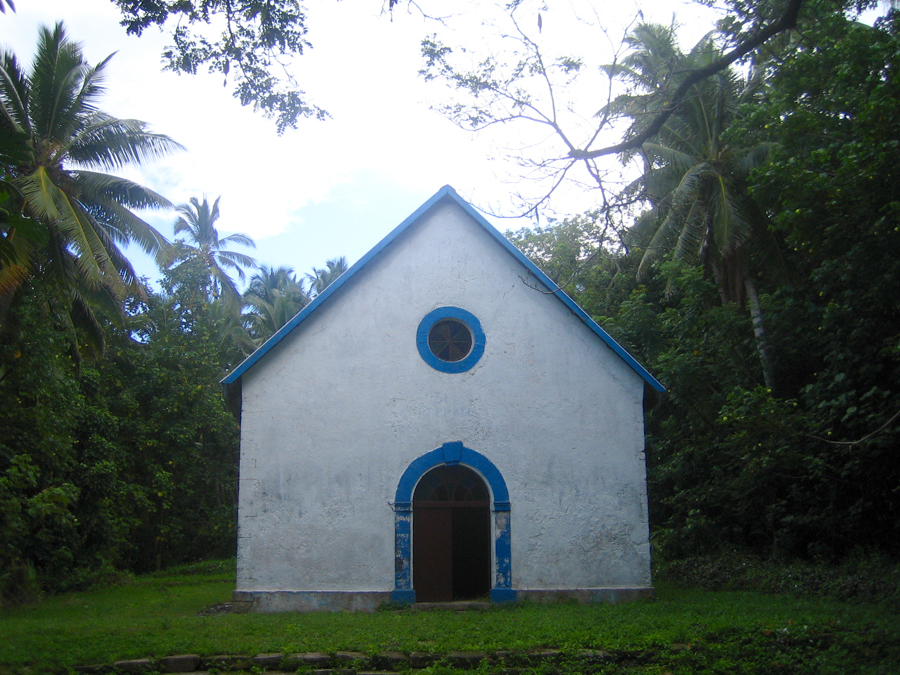
Église Saint-Raphaël
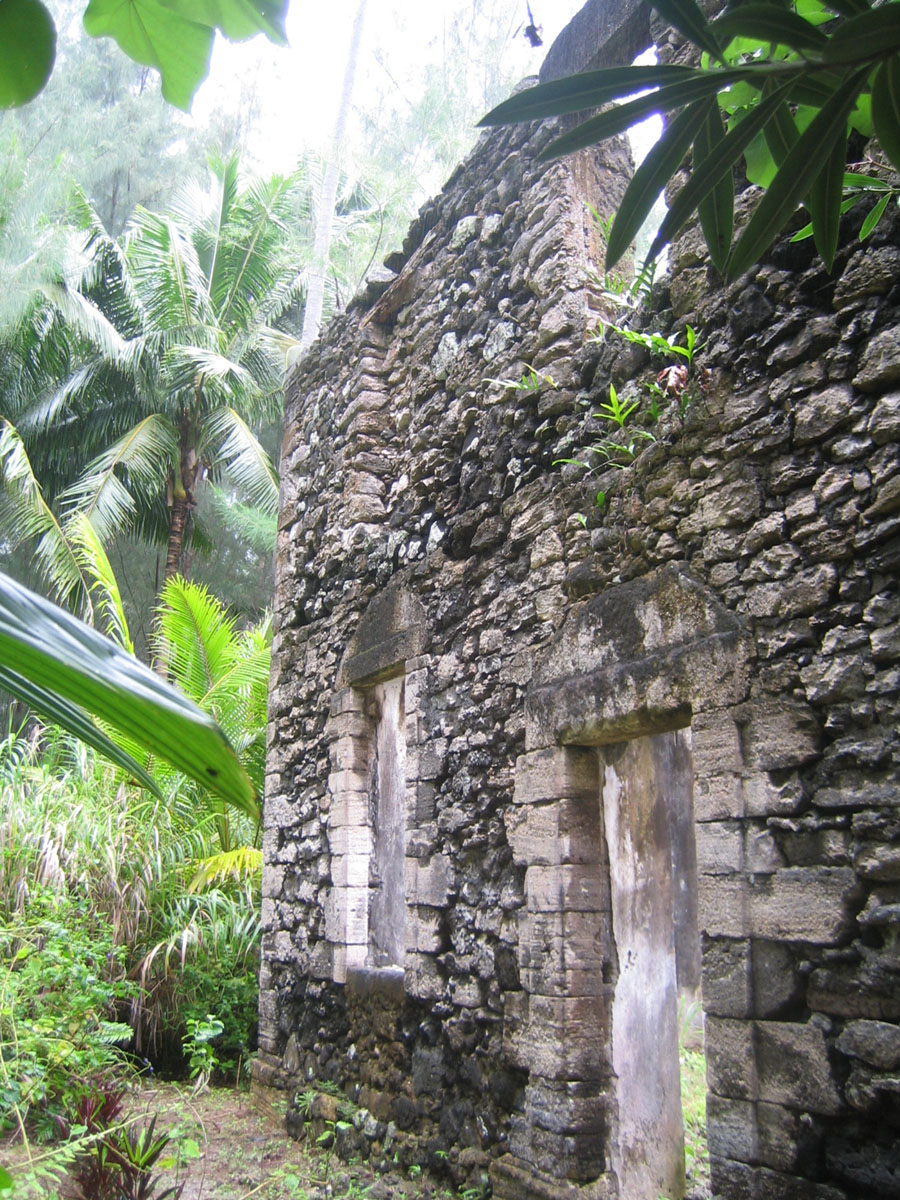
Ruines du premier collège de Polynésie française
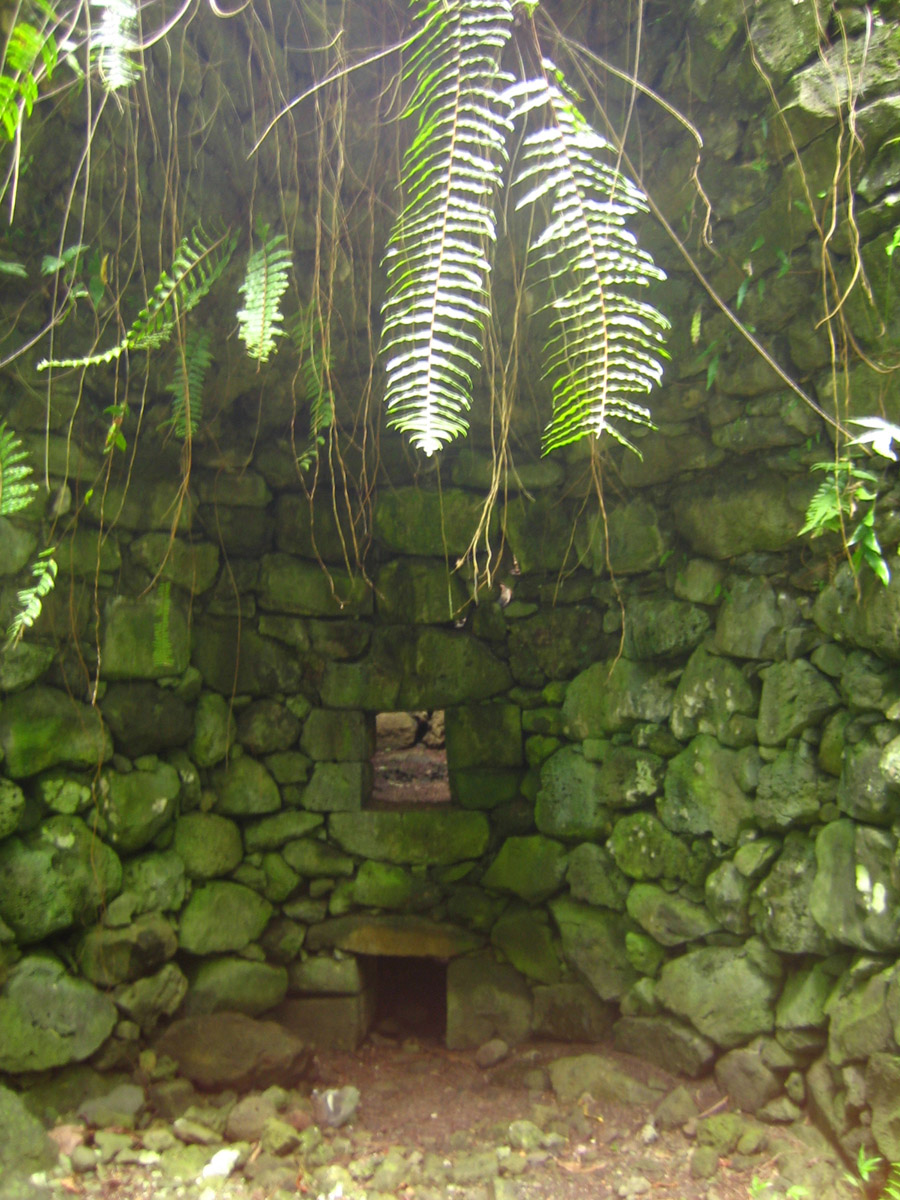
Four à coraux pour obtenir de la chaux. Les missionnaires s'en servaient pour construire les différentes églises des Gambier